# José María Guerrero de Arcos y Molina
José María Guerrero de Arcos y Molina (* 1799; † 1853) war vom 27. April bis zum 10. August 1839 Director Supremo von Honduras und vom 6. April 1847 bis zum 1. Januar 1849 Director Supremo von Nicaragua.
José Guerrero gab das Amt des Director Surpemo aus gesundheitlichen Gründen an Toribio Terán Prado ab.